# Rahajärvi (sjö i Finland)
Rahajärvi är en sjö i Finland. Den ligger i kommunen Vieremä i landskapet Norra Savolax, i den centrala delen av landet, 400 km norr om huvudstaden Helsingfors. Rahajärvi ligger 157,1 meter över havet. Den är 4,62 meter djup. Arean är 2,01 kvadratkilometer och strandlinjen är 11,32 kilometer lång. Sjön  ingår i Vuoksens huvudavrinningsområde.   I omgivningarna runt Rahajärvi växer i huvudsak blandskog.